# Balada Sertaneja
Balada Sertaneja este primul album lansat de cântărețul și multi-instrumentistul  brazilian Michel Teló.A fost lansat în 2009 de Som Livre fiind produs de Ivan Myazato. Acest album conține 2 singeluri: Ei, Psiu! Beijo Me Liga și Amanhã Sei Lá.

## Cântece
1. "Larga de Bobeira"
2. "Faz de Difícil"
3. "Orelhão"
4. "Seu Coração Não Tem Dó do Meu / Eu Hoje Entrego Os Pontos"
5. "Ponto Certo"
6. "Gotas de Água Doce"
7. "Explodiu"
8. "Você Vai Pirar"
9. "Horizonte"
10. "Balada Sertaneja"
11. "Cai Na Real / Não Olhe Assim"
12. "Assume Logo"
13. "Cilada"
14. "Pai, Mãe"

## Singeluri
1. Ei, Psiu! Beijo Me Liga
2. Amanhã Sei Lá